# Prokatedra Narodzenia Najświętszej Maryi Panny w Kotłowie
Prokatedra Narodzenia Najświętszej Maryi Panny w Kotłowie – kościół parafii polskokatolickiej Narodzenia Najświętszej Maryi Panny.

## Historia
Świątynia ma rangę prokatedry diecezji wrocławskiej Kościoła Polskokatolickiego w RP. Została zbudowana w stylu postmodernistycznym nawiązującym do stylu zakopiańskiego w latach 1978-1982. Jest też sanktuarium Matki Boskiej Królowej Kotłowskiej. Koronacji obrazu dokonał ks. infułat Stanisław Bosy dnia 8 września 2010. 

## Otoczenie
Przy kościele zlokalizowany jest grób biskupa Zygmunta Koralewskiego, lokalnego proboszcza (1936-2002). Oprócz tego na placu przykatedralnym stoją pomniki i głazy:
- "Obrońcom Ojczyzny",
- "Tym, którzy zginęli na Nieludzkiej Ziemi 1940-1946" ufundowany przez Sybiraków ze Strzyżewa (rodzina Zembskich),
- z roku 2008, ku czci Matki Boskiej "w 900. rocznicę panowania na Ziemi Kotłowskiej" (1108-2008) i w 35. rocznicę ustanowienia parafii polskokatolickiej w Kotłowie[1].

## Galeria

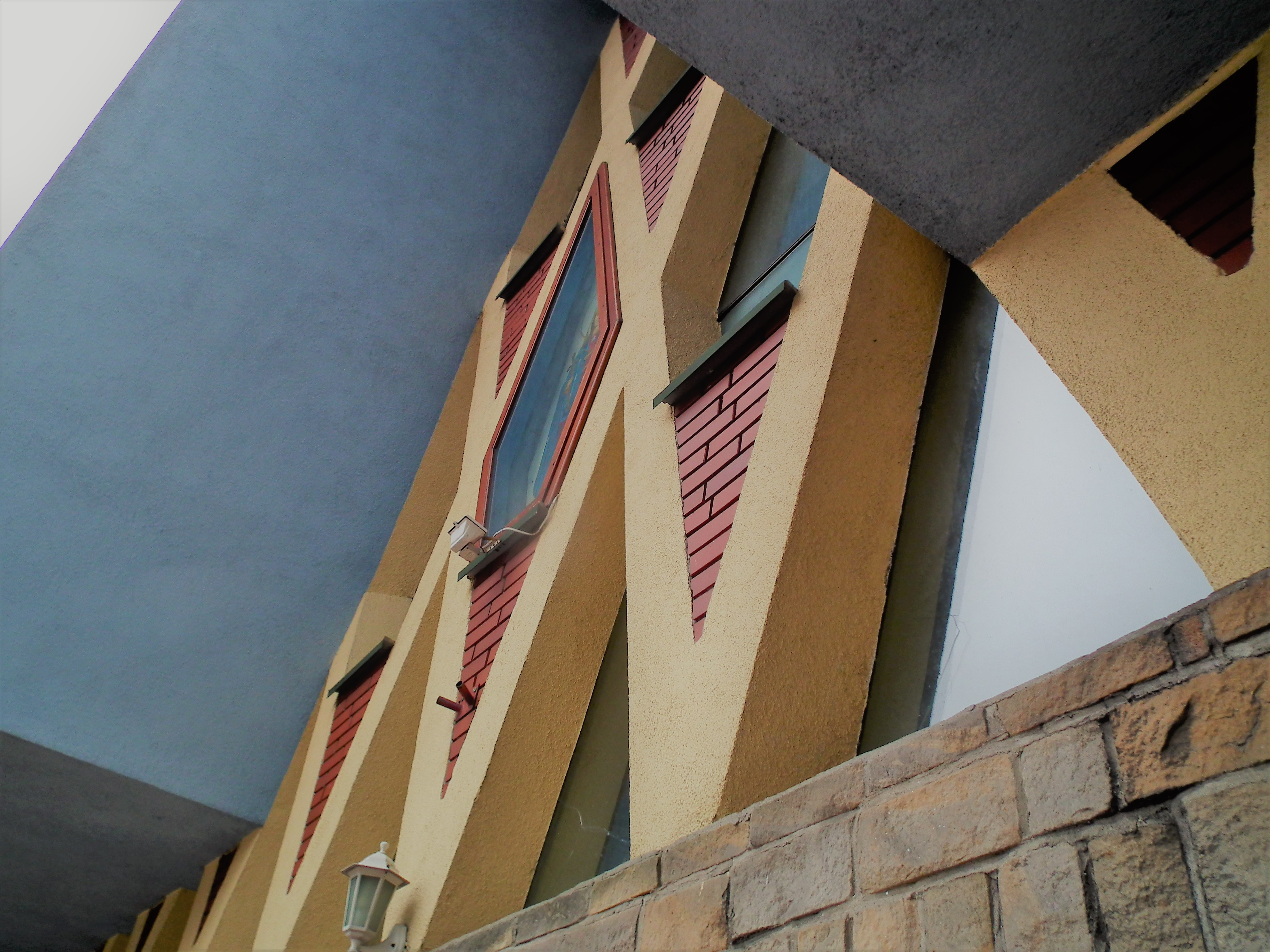
Detal fasady
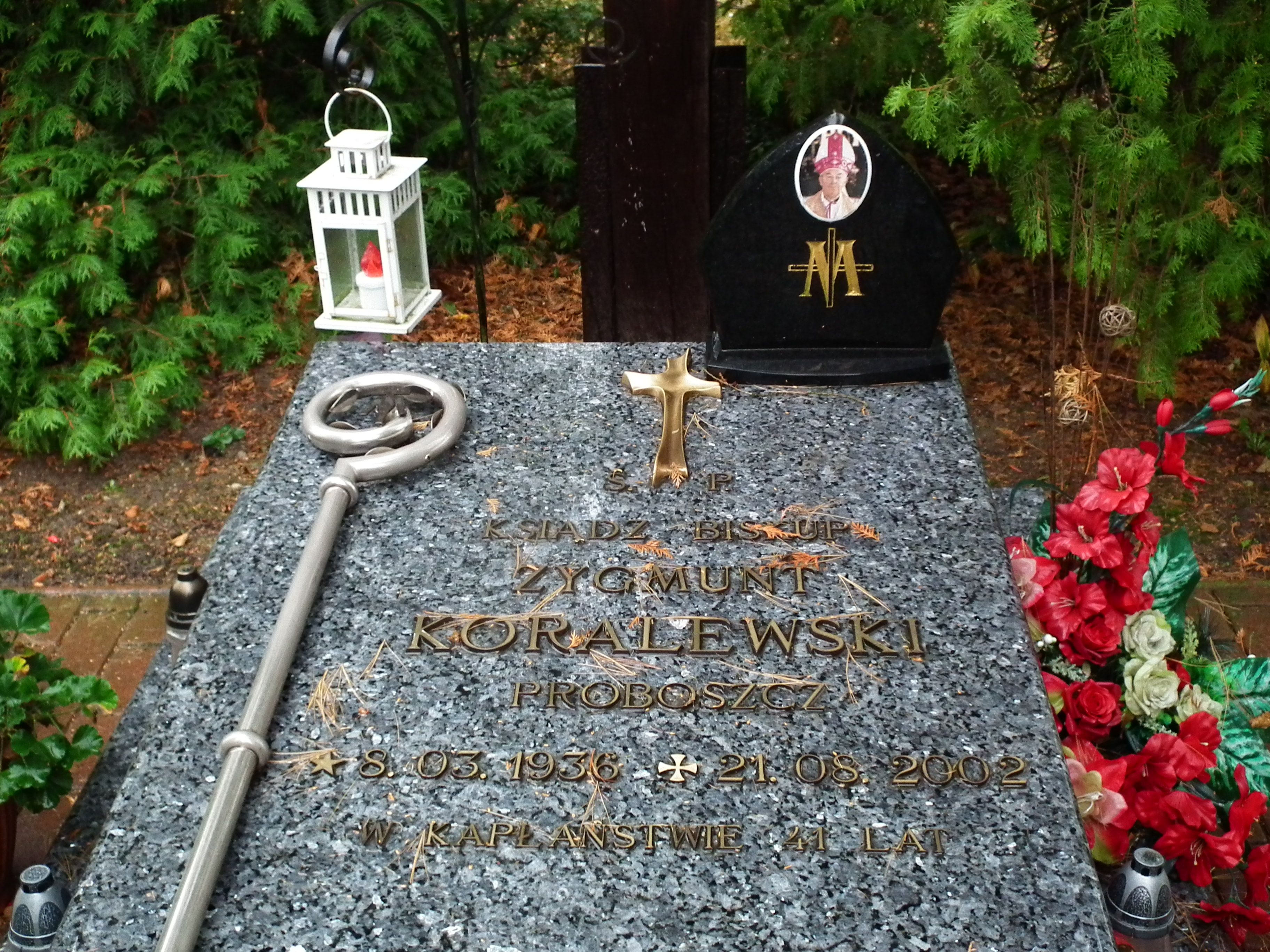
Grób biskupa Zygmunta Koralewskiego
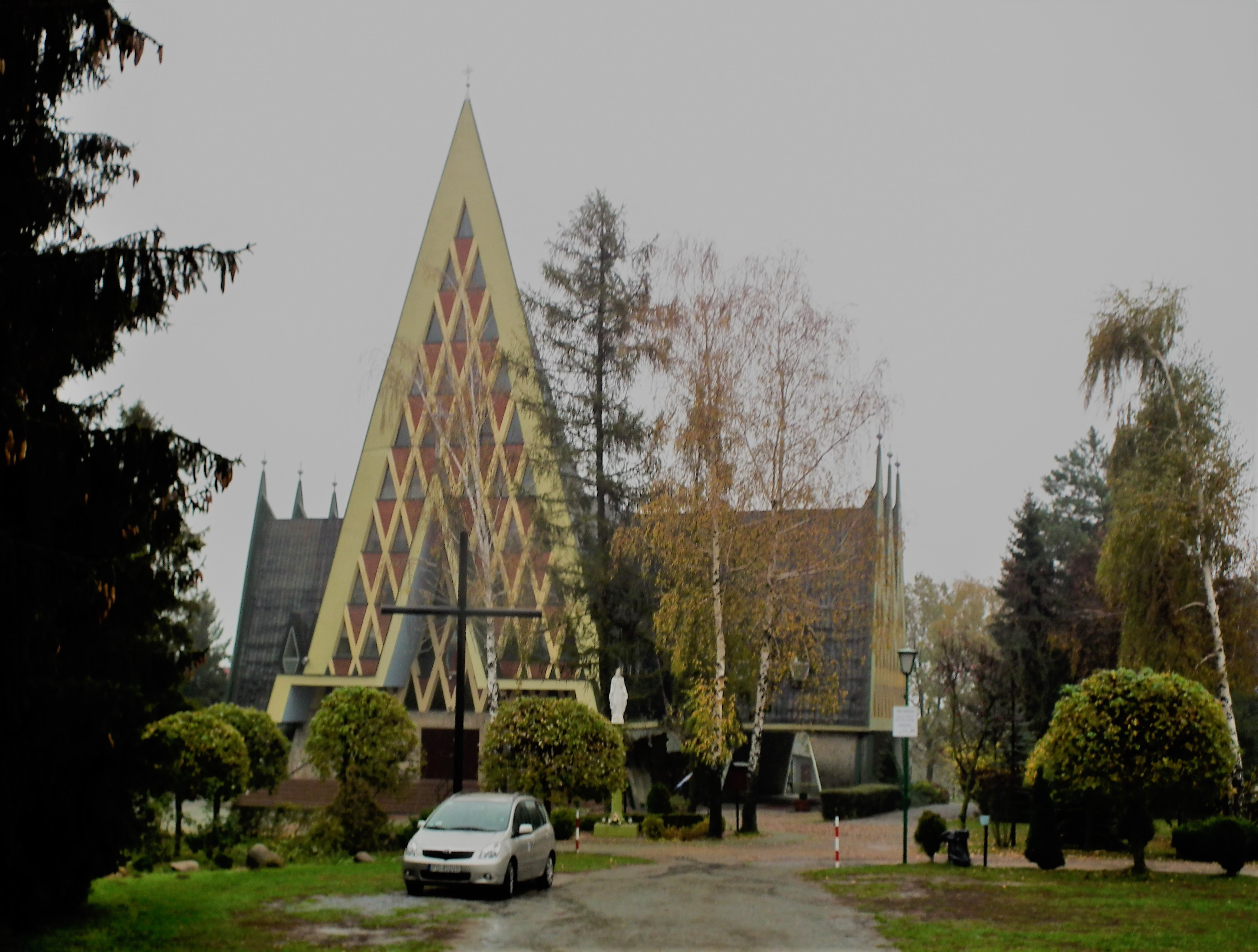
Otoczenie